# 大場藤五郎
大場 藤五郎（おおば とうごろう、1869年6月20日〈明治2年5月11日〉 - 没年不明）は、明治から昭和時代戦前の政治家。公吏。静岡県駿東郡沼津町長、沼津市長。

## 経歴
静岡県出身。周智郡、田方郡、駿東郡各書記を経て、1915年（大正4年）8月、沼津町長に就任。1923年（大正12年）1月、病気のため辞職した。同年11月、沼津市助役に就任し、1926年（大正15年）2月、同市長に就任した。任期中は沼津大火に見舞われ、目抜きの繁華街が一夜で焦土と化した。1927年（昭和2年）3月、わずか1年で退任した。

## 親族
- 長男 大場保（静岡県立浜松商業学校長）[4]